# 雄德
雄德，是匈牙利佐洛州所辖的一个村，总面积7.48平方公里，总人口410，人口密度54.8人/平方公里（2010年1月1日）。